# Het beste van Cornelis Vreeswijk
 Het beste van Cornelis Vreeswijk är en samlingsskiva utgiven av Philips 1978 med Cornelis Vreeswijks mest kända nederländskspråkiga låtar. Producenter: Gerrit den Braber och Will Hoeboo. Det finns dock ingen låt med från skivan Het recht om in vrede te leven från 1977 på grund av upphovsrättsskäl. 

## Låtlista
- Sid A

1. "Veronica"
2. "Autowasserij blues"
3. "De nozem en de non" (Cornelis mest kända sång i Nederländerna)
4. "Hopeloos blues"
5. "Teddybeer (Opus II)"
6. "Damrak blues"
7. "Daarom noem ik je "m'n liefste" in een lied"

- Sid B

1. "De bekommerde socialist"
2. "Jantjes blues"
3. "Bakker de baksteen"
4. "Rietzeiler blues"
5. "De haan en de hen (die nog maagd was)" (Hönan Agda på nederländska)
6. "Ik wil 't niet pikken"
7. "Op leeftijd"